# Храмули
Храмули (лат. Varicorhinus) — род карповых, включающий 36 видов рыб, распространённых преимущественно по всей Африке, Закавказье (у грузин известны как гурбжа, у армян — когак), Средней Азии. Однако они распространены неравномерно в разных частях Африки. В Северной Африке обитает лишь один вид, большинство видов обитают в Западной, Центральной и Южной Африке. Несколько видов, включая типовой для рода вид, встречаются в Восточной Африке.
Храмули — высокоспециализированные соскрёбыватели, имеющие нижний и широкий рот, нижняя челюсть которого покрыта острым режущим роговым чехликом для соскребания перифитона. Для храмуль характерен очень длинный кишечник, превышающий длину тела в 5—10 раз. Обычно храмули характеризуются также увеличенным числом жаберных тычинок для фильтрации пищи. У этих рыб выстилка брюшины (перитонеум) обычно имеет тёмный или чёрный цвет.
Типовой вид рода — Varicorhinus beso (Rüppell, 1835) — описан из озера Тана, Эфиопия. Ареал данного вида по современным данным включает бассейны озера Тана, реки Голубой Нил, реки Тэкэзе (приток собственно Нила), реки Аваш (бессточная река в Эфиопской рифтовой долине). Данный вид произошел от группы так называемых крупных африканских усачей (Labeobarbus). Храмуля, как и её предки-усачи, является эволюционным гексаплоидом, то есть полиплоидным видом, геном которого включает три набора диплоидных геномов.
Биология и экология африканских храмуль слабо изучена. Систематика данной группы слабо разработана. Отмечены случаи гибридизации между африканскими храмулями Varicorhinus и симпатричными им крупными африканскими усачами Labeobarbus, в ряде регионов симпатричные усачи и храмули очень сходны по окраске тела и морфологическому строению, что может свидетельствовать о независимом возникновении соскрёбывателей от усачей.